# ویرجین گلکتیک
ویرجین گلکتیک (انگلیسی: Virgin Galactic) یک شرکت بریتانیایی و یکی از شرکت‌های پیشتاز در صنایع گردشگری فضایی است که زیرمجموعه گروه ویرجین است.